# CPSF 101-200

Coperta revistei CPSF 107

Colecția „Povestiri științifico-fantastice” a fost un periodic de literatură pentru tineret editat de revista „Știință și Tehnică”. Prima serie a apărut în 1 octombrie 1955 și a cuprins 466 de numere, publicate de două ori sau, pentru o scurtă perioadă, de trei ori pe lună, până în aprilie 1974. Primele 80 de numere au fost traduse și în limba maghiară. A existat și o serie în limba germană. Reluată după 1990, numele i-a fost schimbat în Anticipația - Colecția „Povestiri științifico-fantastice”.
Numărul 101 a apărut la 1 februarie 1959, iar numărul 200 la 15 martie 1963.

## Cuprinsul numerelor 101-150

### CPSF 101-150
- 101 / 01.02.1959[1] Jules Verne - Insula cu elice (2) (traducere, cuvânt înainte și note de Ion Hobana).[2] (Rebus: Piscicola)
- 102 / 15.02.1959[1] Jules Verne - Insula cu elice (3) (Rebus: Matematicieni)
- 103 / 01.03.1959[1] Jules Verne - Insula cu elice (4) (Rebus: Astronomie)
- 104 / 15.03.1959[1] Jules Verne - Insula cu elice (5) (Rebus: În zbor)
- 105 / 01.04.1959[1] Horia Matei - Ciudatul lac din Valea Brebilor (1)[3]
- 106 / 15.04.1959[1] Horia Matei - Ciudatul lac din Valea Brebilor (2)[4] (Rebus: Sivicultura)
- 107 / 01.05.1959[1] Adrian Rogoz - „Planeta Mrina în alarmă!”; Horia Matei - Ciudatul lac din Valea Brebilor (3)[5]
- 108 / 15.05.1959[1] Crișan Făgerașu (pseudonimul lui Sergiu Fărcășan) - Secretul inginerului Mușat (1)[6] (Rebus: Animale preistorice)
- 109 / 01.06.1959[1] Crișan Făgerașu (pseudonimul lui Sergiu Fărcășan) - Secretul inginerului Mușat (2)[7] (Rebus: Călătorie la Polul Nord)
- 110 / 15.06.1959[1] Crișan Făgerașu (pseudonimul lui Sergiu Fărcășan) - Secretul inginerului Mușat (3)[8] (Rebus: Case)
- 111 / 01/07/1959[1] Crișan Făgerașu (pseudonimul lui Sergiu Fărcășan) - Secretul inginerului Mușat (4)[9]
- 112 / 15.07.1959[1] Valentina Juravliova - „Experiența 768+...∞”[10] (traducere de Marieta Arvinte);  Arkadi si Boris Strugațki - „Acupunctura neutrinică”  (traducere de Radu Tudor)[11] (Rebus: Metalurgică)
- 113 / 01/08/1959[1] Ivan Antonovici Efremov - Cor Serpentis (Inima șarpelui) (1)
- 114 / 15.08.1959[1] Ivan Antonovici Efremov - Cor Serpentis (Inima șarpelui) (2)
- 115 / 01/09/1959[1] Ion Marin Sadoveanu - Sistemul celor 24 de sori
- 116 / 15.09.1959[1] Horia Matei -Pasărea de piatră (1).[12] (Rebus: Radiofonie)
- 117 / 01/10/1959[1] Horia Matei - Pasărea de piatră (2).[13] (Rebus: Chimie)
- 118 / 15.10.1959[1] Horia Matei - Pasărea de piatră (3).[14]
- 119 / 01/11/1959[1] Horia Matei - Pasărea de piatră (4).[15] (Rebus: Polul Sud)
- 120 / 15.11.1959[1] Konstantin Eduardovici Țiolkovski - Dincolo de Pămînt (1).[16][17]
- 121 / 01/12/1959[1] Konstantin Eduardovici Țiolkovski - Dincolo de Pămînt (2)[18]
- 122 / 15.12.1959[1] Nicolae Minei - Omul aruncat în Lună
- 123 / 01/01/1960[1] Valentina Juravliova - Rapsodia stelelor (traducere R. Tudor); Bioautomatul (traducere R. Tudor);  Planeta albastră (traducere F. Ionescu)[19]
- 124 / 15.01.1960[1] Anton Pavlovici Cehov - Șapte povestiri (traducere Anda Boldur):[20] „Insulele zburătoare” de Jules Verne (parodie); „Eclipsă de Lună”; „O ședință de hipnotism”; „Scrisoare către un vecin savant”; „Esculapi rurali”; „Păcătosul din Toledo”; „O noapte de groază”
- 125 / 01/02/1960[1] Edgar Allan Poe - Nemaipomenita întîmplare a unui anume Hans Pfaal
- 126 / 15.02.1960[1]Camil Baciu - Experiența „Colombina” (1)
- 127 / 01/03/1960[1] Camil Baciu - Experiența „Colombina” (2)
- 128 / 15.03.1960[1]V. S. Saparin - Obiectivul 21 (1) (traducere Petru Vintilă și Margareta Roman)[21]
- 129 / 01/04/1960[1] V. S. Saparin - Obiectivul 21 (2) (traducere Petru Vintilă și Margareta Roman);  V. S. Saparin - Ultima încercare (traducere F. Ionescu)[22]
- 130 / 15.04.1960[1]I. M. Ștefan - Enigma tunelului; Reclama parfumată (1)[23]
- 131 / 01/05/1960[1] I. M. Ștefan - Reclama parfumată (2)[24]
- 132 / 15.05.1960[1]Vladimir Nemțov (Владимир Немцов) - Al șaselea simț (Шестое чувство); Căi nevăzute; O nouă piele (Новая кожа)
- 133 / 01/06/1960[1] Ioana Petrescu - O întâmplare de necrezut (1)
- 134 / 15.06.1960[1]Ioana Petrescu - O întâmplare de necrezut (2)
- 135 / 01/07/1960[1] Gleb Anfilov  (Глеб Анфилов) - „Întoarcerea din Cosmos” (В конце пути - La capătul drumului, traducere Ilie Constantin și Radu Tudor); Gleb Anfilov - „Aripi” (Крылья, traducere Radu Tudor)
- 136 / 15.07.1960[1]Victor Bîrlădeanu - Drum bun, scumpul nostru astronaut! (1)
- 137 / 01/08/1960[1] Victor Bîrlădeanu - Drum bun, scumpul nostru astronaut! (2)
- 138 / 15.08.1960[1]Arkadi Strugațki și Boris Strugațki - „Conul alb al Alaidei”; Arkadi Strugațki și Boris Strugațki - „Cheia timpului”
- 139 / 01/09/1960[1] Cecilia Dudu și Dumitru Todericiu - Apa care usucă (1)
- 140 / 15.09.1960[1]Cecilia Dudu și Dumitru Todericiu - Apa care usucă (2)
- 141 / 01/10/1960[1] F. Safronov - „Întîlnirea din adîncuri” (Ничего особенного -Nimic special,[25] traducere Cornelia și Dan Lăzărescu); Anatoli Dneprov - „Ciocanul electronic” (traducere Radu Tudor); Valentina Juravliova - „Leonardo” (traducere Radu Tudor)
- 142 / 15.10.1960[1] Horia Matei - Turneul de primăvară (1)
- 143 / 01/11/1960[1] Horia Matei - Turneul de primăvară (2)
- 144 / 15.11.1960[1] Horia Matei - Turneul de primăvară (3)
- 145 / 01/12/1960[1] Horia Matei - Turneul de primăvară (4)
- 146 / 15.12.1960[1] Horia Matei - Turneul de primăvară (5)
- 147 / 01/01/1961[1] Anatoli Dneprov - Ecuațiile lui Maxwell (1) (traducere Radu Tudor); Eclipsa totală de Soare de la 15.II.1961 eseu
- 148 / 15.01.1961[1] Anatoli Dneprov - Ecuațiile lui Maxwell (2); Anatoli Dneprov - Mela (1) (traducere Radu Tudor); O discuție asupra literaturii științifico-fantastice (eseu)
- 149 / 01/02/1961[1] Anatoli Dneprov - Mela (2) (traducere Radu Tudor); Aleksandr Kolțov - Taina „Diavolilor albi” (traducere Maria Ionașcu)[26]
- 150 / 15.02.1961[1] Jules Verne - În secolul XXIX. O zi din viața unui ziarist american în anul 2889 (traducere, cuvânt înainte și note de Ion Hobana); Lucia Olteanu - Un reușit roman științifico-fantastic (pp. 28-32. eseu)

### CPSF 151-200
- 151 / 01/03/1961[1] Mihail Nemcenko  (Михаил Немченко) - Glemra (Летящие к братьям - Cei ce zboară spre frații lor; traducere de Dorel Dorian și Radu Tudor)[27]
- 152 / 15.03.1961[1] Max Solomon - Atentat în infraroșu (1); Vasilache Dan - Așteptăm anul 1999 (eseu)
- 153 / 01/04/1961[1] Max Solomon - Atentat în infraroșu (2)
- 154 / 15/04/1961[28] Max Solomon - Atentat în infraroșu (3)
- 155 / 01/05/1961[29] Max Solomon - Atentat în infraroșu (4)
- 156 / 15/05/1961[29] Gheorghi Gurevici - Coasa lui Cronos (1) (Traducere Ștefan Iureș și Dan Lăzărescu)[30]; Rugescu Dan - O nouă etapă (eseu despre racheta Alcor de la Cercul de studii științifice, București)
- 157 / 01/06/1961[29] Iuri Safronov - Lambda 0,76-420 (Traducere Ștefan Iureș și Dan Lăzărescu); Gheorghi Gurevici - Coasa lui Cronos (2) (Traducere Ștefan Iureș și Dan Lăzărescu)[31]; Redacția CPSF - Cronologie uraniană (eseu pentru stabilirea cadrului în care are loc povestirea Lambda 0,76-420) [32]
- 158 / 15/06/1961[29] Mihu Dragomir - Pe lungimea de undă a Cosmosului; G. Țurkin - Tabla de șah
- 159 / 01/07/1961[29] Boris Fradkin (Борис Фрадкин) - Prizonierii beznei de foc (1) (Пленники пылающей бездны) (traducere Tudor Radu și Cezar Radu)
- 160 / 15/07/1961[29] Boris Fradkin - Prizonierii beznei de foc (2)
- 161 / 01/08/1961[29] Boris Fradkin - Prizonierii beznei de foc (3)
- 162 / 15/08/1961[29] Boris Fradkin - Prizonierii beznei de foc (4)
- 163 / 01/09/1961[29] Boris Fradkin - Prizonierii beznei de foc (5)
- 164 / 15/09/1961[29] Boris Fradkin - Prizonierii beznei de foc (6)
- 165 / 01/10/1961[29] Igor Rosohovatski - O întâlnire prin timp; Igor Rosohovatski - Enigma „Rechinului”; Igor Rosohovatski - Marea ce clocotește în noi
- 166 / 15/10/1961[29] Horia Matei și Florin Petrescu - Expediția „Zero K” (1)
- 167 / 01/11/1961[29] Horia Matei și Florin Petrescu - Expediția „Zero K” (2)
- 168 / 15/11/1961[29] Horia Matei și Florin Petrescu - Expediția „Zero K” (3)
- 169 / 01/12/1961[29] Igor Zabelin - O tragedie dincolo de cercul polar (1)
- 170 / 15/12/1961[29] Igor Zabelin - O tragedie dincolo de cercul polar (2)
- 171  / 01/01/1962[29] Adrian Rogoz - Fantezia prodigioasă a lui Anatoli Dneprov; Anatoli Dneprov - Factorul timp; Anatoli Dneprov - Naufragiul (1)
- 172 / 15/01/1962[29] Anatoli Dneprov - Naufragiul (2); Anatoli Dneprov - Experiențele profesorului Leonozov
- 173 / 01/02/1962[29] Anatoli Dneprov - Mumia purpurie; Cititorii au cuvântul; Din partea redacției
- 174 / 15/02/1962[29] Romulus Bărbulescu și George Anania - Constelația din ape (1)
- 175 / 01/03/1962[29] Romulus Bărbulescu și George Anania - Constelația din ape (2)
- 176 / 15/03/1962[29] Romulus Bărbulescu și George Anania - Constelația din ape (3)
- 177 / 01/04/1962[29]Romulus Bărbulescu și George Anania - Constelația din ape (4);
- 178 / 15/04/1962[29] Romulus Bărbulescu și George Anania - Constelația din ape (5)
- 179 / 01/05/1962[29] Romulus Bărbulescu și George Anania - Constelația din ape (6)
- 180 / 15/05/1962[29] Aleksandr Kazanțev - Solul Cosmosului
- 181 / 01/06/1962[29] Aleksandr Kazanțev - Marțianul; Ion Hobana - Realitate și fantezie
- 182 / 15/06/1962[29] Nicolae Minei - Plecarea; Ilia Varșavski - Index „E-81”; G. Gruder - Misterioasele cristale octaedrice
- 183 / 01/07/1962[29] Dan Lăzărescu - Formidabilul campion; Iuri Safronov - Fărâmă de stea
- 184 / 15/07/1962[29] Mihail Nemcenko și Larisa Nemcenko - Chemarea Pămîntului  (traducere de Radu Tudor); Mihail Nemcenko și Larisa Nemcenko - Întîlnirea  (traducere de Radu Tudor); Igor Rosohovatski - Judecătorul electronic (traducere de Igor Block);  Igor Rosohovatski - Peste pragul sensibilității (traducere de Igor Block); Igor Rosohovatski - Reintrarea campionului olimpic (traducere de Igor Block)
- 185 / 01/08/1962[29] Romulus Vulpescu și Liviu Macoveanu - 1 Gigant 1; Radu Nor - Lumina vie (1)
- 186 / 15/08/1962[29] Radu Nor - Lumina vie (2); Z. Bobir - Părul lui Mahomed; Camil Baciu - Legea cea mare; Cristian Ghenea - „Racheta teleghidată”
- 187 / 01/09/1962[29] Kor Bit - Dreptul de a alege; Horia Matei - 0,5 la sută Verital
- 188 / 15/09/1962[29] Dumitru Todericiu - Mesajul albaștrilor; E. Voiskunski și L. Lukodianov - Piatra Alatâr
- 189 / 01/10/1962[29] I. M. Ștefan - Oglinda răsturnată; Dinu Moroianu - Un erou jules-vernean
- 190 / 15/10/1962[29] Grigore Davidescu - Monstrul; Anatoli Dneprov - Un act de eroism
- 191 / 01/11/1962[29] Ion Mînzatu - Zidul metacosmic; A. Kolțov - Lumina neagră
- 192 / 15/11/1962[29] Ion Hobana - Cea mai bună dintre lumi; S. Gansovski - Mai e și alt adevăr; Ovidiu Șurianu - Vrăjitorul
- 193 / 01/12/1962[29] Sorin Stănescu - Lumini în adâncuri; Gheorghe Săsărman - Cătălina
- 194 / 15/12/1962[29] S. Jitomirski - Proiectul 40; Vaclav Kajdos - Încercarea
- 195 / 01/01/1963[29] Ivan Antonovici Efremov - Iurta Corbului (1)
- 196 / 15/01/1963[29] Ivan Antonovici Efremov - Iurta Corbului (2)
- 197 / 01/02/1963[29] Jan Vinar - Esta; Anatoli Dneprov - Jocul
- 198 / 15/02/1963[29] Ivan Vîlcev - Omul care caută...; Dorina Nicolescu - Chromatina
- 199 / 01/03/1963[29] Viorica Huber - Strania maladie siderală
- 200 / 15/03/1963[29] Jules Verne - Cele cinci sute de milioane ale Begumei (1); Ion Hobana - Cuvânt înainte și note.

## Legături către celelalte pagini despre CPSF
- CPSF 1-100
- CPSF 201-300
- CPSF 301-400
- CPSF 401-466
- CPSF 467-...

## Legături externe
- CPSF 101-200 la goodreads.com